# Vysšaja Liga 1979
L'edizione 1979 della Vysšaja Liga fu la 43ª del massimo campionato sovietico di calcio; fu vinta dallo Spartak Mosca, giunto al suo decimo titolo.

## Stagione

### Novità
Le squadre partecipanti passarono a 18: a fronte dell'unica retrocessione della stagione precedente (Dnepr) arrivarono nella massima divisione le neo promosse Kryl'ja Sovetov Kujbyšev, SKA Rostov-sul-Don e Dinamo Minsk.

### Formula
Le 18 formazioni si incontrarono in gare di andata e ritorno per un totale di 34 incontri.
Il sistema prevedeva due punti per la vittoria, uno per il pareggio e zero per la sconfitta: era previsto un limite nel numero massimo di pareggi che generano punti per squadra: dal nono pareggio in poi, infatti, le partite nulle non davano punti alle squadre.
La squadra ultima classifica retrocesse in Pervaja Liga al termine della stagione.

### Avvenimenti
Lo Spartak si assicurò la quasi matematica certezza del suo decimo titolo quando alla 32ª e terzultima giornata batté nello scontro diretto gli avversari dello Shakhtar; avendo, però, già raggiunto il limite per i pareggi all'ultima giornata rischio di farsi raggiungere, ma riuscì a battere lo SKA Rostov fuori casa.
Il campionato fu però funestato dal disastro aereo che vide coinvolto la squadra del Paxtakor: l'11 agosto 1979 l'aereo su cui viaggiava quasi tutta la squadra e lo staff, si scontrò in volo con un altro veicolo, causando la morte di tutti gli occupanti.
Ogni squadra della Lega fu obbligata a mettere alla squadra uzbeka tre propri tesserati tra cui scegliere i calciatori che ricostruirono la squadra scomparsa; fu inoltre garantito al Paxtakor l'immunità dalla retrocessione per tre stagioni.

## Squadre partecipanti
| Squadra                  | Rosa     | Repubblica     | Città          | Stadio                        | Stagione precedente          |
| ------------------------ | -------- | -------------- | -------------- | ----------------------------- | ---------------------------- |
| Ararat                   | dettagli | RSS Armena     | Erevan         | Stadio della Repubblica       | 14° in Vysšaja Liga          |
| Čornomorec'              | dettagli | RSS Ucraina    | Odessa         | Central'nyj stadion ČMP       | 7° in Vysšaja Liga           |
| CSKA Mosca               | dettagli | RSFS Russa     | Mosca          | Stadio Centrale Lenin         | 6° in Vysšaja Liga           |
| Dinamo Kiev              | dettagli | RSS Ucraina    | Kiev           | Stadio Centrale               | 2° in Vysšaja Liga           |
| Dinamo Mosca             | dettagli | RSFS Russa     | Mosca          | Stadio Dinamo (Mosca)         | 4° in Vysšaja Liga           |
| Dinamo Minsk             | dettagli | RSS Bielorussa | Minsk          | Stadio Dinamo di Minsk        | 3° in Pervaja Liga, promosso |
| Dinamo Tbilisi           | dettagli | RSS Georgiana  | Tbilisi        | Stadio Lokomotiv di Tbilisi   | Campione sovietico           |
| Kryl'ja Sovetov Kujbyšev | dettagli | RSFS Russa     | Samara         | Stadio Metallurg (Samara)     | 1° in Pervaja Liga, promosso |
| Lokomotiv Mosca          | dettagli | RSFS Russa     | Mosca          | Stadio Lokomotiv di Mosca     | 15° in Vysšaja Liga          |
| Neftçi Baku              | dettagli | RSS Azera      | Baku           | Stadio della Repubblica Lenin | 13° in Vysšaja Liga          |
| Paxtakor                 | dettagli | RSS Uzbeka     | Tashkent       | Stadio Centrale di Pakhtakor  | 11° in Vysšaja Liga          |
| Qairat                   | dettagli | RSS Kazaka     | Alma-Ata       | Stadio Centrale di Alma-Ata   | 12° in Vysšaja Liga          |
| Šachtar                  | dettagli | RSS Ucraina    | Donec'k        | Stadio Šachtar                | 3° in Vysšaja Liga           |
| SKA Rostov               | dettagli | RSFS Russa     | Rostov sul Don | Stadio SKA SKVO               | 2° in Pervaja Liga, promosso |
| Spartak Mosca            | dettagli | RSFS Russa     | Mosca          | Stadio Centrale Lenin         | 5° in Vysšaja Liga           |
| Torpedo Mosca            | dettagli | RSFS Russa     | Mosca          | Stadio Centrale Lenin         | 8° in Vysšaja Liga           |
| Zenit Leningrado         | dettagli | RSFS Russa     | Leningrado     | Stadio Lenin                  | 10° in Vysšaja Liga          |
| Zorja                    | dettagli | RSS Ucraina    | Vorošilovgrad  | Stadio Avanhard               | 9° in Vysšaja Liga           |

## Classifica finale
|                             | Pos. | Squadra                  | Pt | G  | V  | N  | P  | GF | GS | DR  |
| --------------------------- | ---- | ------------------------ | -- | -- | -- | -- | -- | -- | -- | --- |
| Unione Sovietica (bandiera) | 1.   | Spartak Mosca            | 50 | 34 | 21 | 10 | 3  | 66 | 25 | +41 |
|                             | 2.   | Šachtar                  | 48 | 34 | 20 | 8  | 6  | 57 | 33 | +24 |
|                             | 3.   | Dinamo Kiev              | 47 | 34 | 21 | 5  | 8  | 51 | 26 | +25 |
|                             | 4.   | Dinamo Tbilisi           | 46 | 34 | 19 | 12 | 3  | 54 | 27 | +27 |
|                             | 5.   | Dinamo Mosca             | 42 | 34 | 17 | 9  | 8  | 41 | 27 | +14 |
|                             | 6.   | Dinamo Minsk             | 36 | 34 | 15 | 6  | 13 | 48 | 38 | +10 |
|                             | 7.   | Ararat                   | 32 | 34 | 12 | 13 | 9  | 44 | 32 | +12 |
|                             | 8.   | CSKA Mosca               | 32 | 34 | 12 | 8  | 14 | 46 | 46 | +0  |
|                             | 9.   | Paxtakor                 | 30 | 34 | 11 | 9  | 14 | 42 | 53 | -11 |
|                             | 10.  | Zenit Leningrado         | 30 | 34 | 11 | 9  | 14 | 41 | 45 | -4  |
|                             | 11.  | Čornomorec'              | 28 | 34 | 10 | 11 | 13 | 32 | 37 | -5  |
|                             | 12.  | Lokomotiv Mosca          | 24 | 34 | 8  | 12 | 14 | 44 | 57 | -13 |
|                             | 13.  | Qairat                   | 24 | 34 | 8  | 9  | 17 | 29 | 44 | -15 |
|                             | 14.  | Neftçi Baku              | 24 | 34 | 8  | 8  | 18 | 29 | 50 | -21 |
|                             | 15.  | SKA Rostov               | 24 | 34 | 8  | 14 | 12 | 37 | 50 | -13 |
|                             | 16.  | Torpedo Mosca            | 24 | 34 | 8  | 9  | 17 | 32 | 46 | -14 |
|                             | 17.  | Zorja                    | 20 | 34 | 6  | 11 | 17 | 41 | 62 | -21 |
|                             | 18.  | Kryl'ja Sovetov Kujbyšev | 19 | 34 | 7  | 5  | 22 | 24 | 60 | -36 |

### Penalizzazioni per pareggi
- 1 punto: Paxtakor, Dinamo Mosca, Qaýrat, Zenit Leningrado e Torpedo Mosca
- 2 punti: Spartak Mosca
- 3 punti: Čornomorec' e Zorja
- 4 punti: Dinamo Tbilisi e Lokomotiv Mosca
- 5 punti: Ararat
- 6 punti: SKA Rostov

### Verdetti
- Spartak Mosca Campione dell'Unione Sovietica 1979 e qualificato alle Coppa dei Campioni 1980-1981.
- Šachtar, Dinamo Kiev e Dinamo Mosca qualificate alla Coppa UEFA 1980-1981.
- Dinamo Tbilisi' qualificato alla Coppa delle Coppe 1980-1981 grazie alla vittoria in Kubok SSSR 1979.
- Zorja e Kryl'ja Sovetov Kujbyšev retrocesse in Pervaja Liga 1980.

## Risultati
|                          | SpM | Šac | DiK | DiT | DMo | DMi | Ara | CSK | ZeL | Pax | Čor | LoM | Qaý | NeB | SKA | ToM | Zor | KSS |
| ------------------------ | --- | --- | --- | --- | --- | --- | --- | --- | --- | --- | --- | --- | --- | --- | --- | --- | --- | --- |
| Spartak Mosca            |     | 3-1 | 1-0 | 1-1 | 2-1 | 3-1 | 1-0 | 4-1 | 1-1 | 3-1 | 1-1 | 4-0 | 0-0 | 3-0 | 0-0 | 0-1 | 3-1 | 1-0 |
| Šachtar                  | 2-0 |     | 1-0 | 3-3 | 2-0 | 1-0 | 2-0 | 3-2 | 3-0 | 3-1 | 1-1 | 4-1 | 1-0 | 2-0 | 3-0 | 2-0 | 2-1 | 3-2 |
| Dinamo Kiev              | 0-2 | 2-0 |     | 1-1 | 2-1 | 1-0 | 2-1 | 1-0 | 4-3 | 3-0 | 1-0 | 3-1 | 2-1 | 5-1 | 2-1 | 2-0 | 2-0 | 4-1 |
| Dinamo Tbilisi           | 0-0 | 0-0 | 1-0 |     | 1-1 | 1-0 | 1-0 | 3-1 | 4-0 | 2-0 | 3-1 | 1-0 | 2-0 | 1-1 | 3-1 | 3-1 | 3-0 | 2-1 |
| Dinamo Mosca             | 0-0 | 1-0 | 0-0 | 1-1 |     | 1-0 | 0-1 | 2-1 | 2-0 | 0-0 | 3-0 | 3-2 | 2-0 | 3-0 | 2-0 | 0-2 | 2-2 | 1-0 |
| Dinamo Minsk             | 1-2 | 2-0 | 0-0 | 1-2 | 2-3 |     | 3-2 | 0-0 | 2-1 | 3-1 | 2-0 | 3-1 | 1-0 | 3-0 | 2-2 | 2-0 | 6-2 | 0-0 |
| Ararat                   | 2-0 | 1-1 | 3-1 | 0-0 | 0-0 | 4-1 |     | 2-1 | 3-1 | 1-1 | 2-0 | 2-2 | 4-2 | 0-0 | 2-0 | 1-1 | 0-0 | 0-0 |
| CSKA Mosca               | 2-5 | 0-0 | 0-1 | 2-0 | 0-0 | 1-2 | 1-3 |     | 1-1 | 1-1 | 3-0 | 0-3 | 4-0 | 2-1 | 2-2 | 1-2 | 2-1 | 1-0 |
| Paxtakor                 | 1-1 | 1-1 | 1-0 | 2-1 | 1-2 | 2-0 | 0-1 | 1-1 |     | 2-1 | 0-1 | 2-0 | 1-2 | 0-0 | 1-1 | 2-1 | 3-1 | 3-2 |
| Zenit Leningrado         | 0-1 | 1-2 | 1-3 | 0-1 | 2-0 | 2-1 | 0-0 | 1-2 | 2-1 |     | 2-0 | 2-0 | 1-0 | 2-2 | 2-2 | 1-1 | 1-2 | 4-1 |
| Čornomorec'              | 1-1 | 0-0 | 2-0 | 0-1 | 3-1 | 0-1 | 2-1 | 0-1 | 2-1 | 1-2 |     | 2-0 | 0-0 | 2-0 | 2-2 | 1-1 | 3-1 | 1-0 |
| Lokomotiv Mosca          | 1-8 | 1-1 | 1-2 | 4-2 | 0-1 | 1-1 | 2-1 | 1-1 | 1-1 | 1-1 | 0-0 |     | 2-2 | 0-0 | 5-0 | 1-0 | 1-2 | 2-1 |
| Qaýrat                   | 1-2 | 1-2 | 1-0 | 0-0 | 0-2 | 1-0 | 1-0 | 2-3 | 0-1 | 1-0 | 1-3 | 2-2 |     | 3-1 | 4-1 | 0-0 | 2-1 | 0-2 |
| Neftçi Baku              | 0-2 | 3-1 | 0-1 | 1-2 | 0-1 | 1-2 | 4-2 | 0-3 | 0-1 | 2-2 | 1-0 | 2-0 | 1-0 |     | 2-2 | 1-0 | 1-1 | 3-0 |
| SKA Rostov               | 2-3 | 2-0 | 0-0 | 1-1 | 1-2 | 1-0 | 0-0 | 2-1 | 1-3 | 1-0 | 1-1 | 0-0 | 0-0 | 2-0 |     | 2-1 | 2-2 | 2-0 |
| Torpedo Mosca            | 1-1 | 1-2 | 0-4 | 1-1 | 0-3 | 1-2 | 1-1 | 1-2 | 6-2 | 1-2 | 0-0 | 1-2 | 0-0 | 1-0 | 1-0 |     | 1-0 | 2-0 |
| Zorja                    | 1-2 | 3-5 | 1-1 | 1-3 | 0-0 | 0-0 | 1-1 | 0-3 | 4-1 | 1-2 | 2-1 | 2-2 | 1-1 | 1-0 | 1-2 | 4-2 |     | 1-1 |
| Kryl'ja Sovetov Kujbyšev | 0-5 | 0-3 | 0-1 | 1-3 | 2-0 | 1-4 | 0-3 | 1-0 | 1-1 | 0-2 | 1-1 | 0-4 | 2-1 | 0-1 | 2-1 | 1-0 | 1-0 | \|  |

## Statistiche

### Classifica cannonieri
| Gol |  |  | Giocatore             | Squadra          |
| --- |  |  | --------------------- | ---------------- |
| 26  |  |  | Vitalij Staruchin     | Šachtar          |
| 17  |  |  | Serhij Andrjejev      | SKA Rostov       |
| 17  |  |  | Oleh Blochin          | Dinamo Kiev      |
| 17  |  |  | Xoren Hovhannisyan    | Ararat           |
| 17  |  |  | Valerij Petrakov      | Lokomotiv Mosca  |
| 16  |  |  | Jurij Česnokov        | CSKA Mosca       |
| 16  |  |  | Vladimir Kazačënok    | Zenit Leningrado |
| 14  |  |  | Aljaksandr Prakapenka | Dinamo Minsk     |
| 14  |  |  | Georgij Jarcev        | Spartak Mosca    |
| 14  |  |  | Nikolaj Vasil'ev      | Torpedo Mosca    |